# Vilar de Mouros (Caminha)
Vilar de Mouros es una freguesia portuguesa del concelho de Caminha, con 9,00 km² de superficie y 819 habitantes (2001). Su densidad de población es de 91,0 hab/km².